# In „bester“ Gesellschaft – Eine Familie zum Abgewöhnen
In „bester“ Gesellschaft – Eine Familie zum Abgewöhnen ist eine britische Beziehungskomödie von Eric Styles aus dem Jahr 2000. Sie beruht auf dem Theaterstück Relative Values von Noël Coward.

## Handlung
In den Boulevardzeitungen rauscht es Anfang der 1950er-Jahre: Der Adelige Nigel Marshwood und die berühmte Filmschauspielerin Miranda Frayle sind ein Paar und das, kurz nachdem die Beziehung von Miranda und ihrem langjährigen Filmpartner Don Lucas in die Brüche gegangen ist. Während Nigel und Miranda von Hollywood aus das Anwesen der Marshwoods unweit von London ansteuern, ist das Haus Marshwood in Aufruhr. Felicity Marshwood ist gegen die Beziehung, wahrt jedoch gegenüber ihren aufgebrachten Adelsfreunden die Fassung. Unterstützt wird sie von ihrem lakonisch aufgelegten Neffen Peter Ingleton, den die neue Affäre seines Cousins Nigel eher amüsiert. Wenig begeistert ist hingegen Moxie, die seit fast 20 Jahren die Aufwartefrau Felicitys und ihre engste Vertraute ist: Sie beichtet Felicity bald, dass Miranda ihre jüngere Schwester ist, beide jedoch seit 20 Jahren kein Wort mehr miteinander geredet haben. Felicity, Peter und der gutherzige Butler Frederick Crestwell machen aus Moxie „Lady Moxton“ und wollen vor Miranda vorgeben, sie habe reich geerbt und sei eine Freundin der Familie. So soll sie Miranda ebenbürtig gegenübertreten und im besten Fall gar nicht von ihr erkannt werden, droht Moxie doch die Familie zu verlassen, da sie mit Miranda nie unter einem Dach leben könnte.
Miranda und Nigel erscheinen und Miranda, auf ihre Schwester angesprochen, erzählt, dass diese alkoholkrank gewesen und schon lange verstorben sei. Miranda schildert ihre Kindheit als Leben in Armut. Moxie ist empört, wird jedoch von Felicity und Peter beruhigt. Don Lucas erscheint auf dem Anwesen der Marshwoods und wird von Felicity sogleich zum Übernachten eingeladen. Bald zeigt sich, dass Miranda noch Gefühle für ihren Ex-Freund hat und Felicity tut alles, damit beide Zeit miteinander verbringen können. Als Miranda erneut in ihrer Kindheit schwelgt, reicht es Moxie: Sie präsentiert sich als ihre Schwester und wirft ihr vor, ein falsches Bild von sich, ihrer Schwester und ihrer Familie gezeichnet zu haben. So heiße sie auch nicht Miranda, sondern Freda und stamme auf einer normalen Mittelklasse-Familie. Entsetzt flüchtet Miranda auf ihr Zimmer.
Am nächsten Morgen kommt es zur Aussprache zwischen Miranda und Felicity, die ihr eröffnet, gegen die Heirat mit Nigel zu sein. Es folgt ein Streit zwischen Miranda und Nigel sowie Felicitys Aussprache mit Don Lucas, den sie von Mirandas Liebe überzeugt. Am Ende trennt sich Miranda noch am Vormittag von Nigel und fährt mit Don Lucas davon. Nigel, Peter und Felicity gehen wie jeden Sonntag zur Kirche, als wäre nichts geschehen – was nach Felicitys Einschätzung im Grunde auch zutrifft.

## Produktion

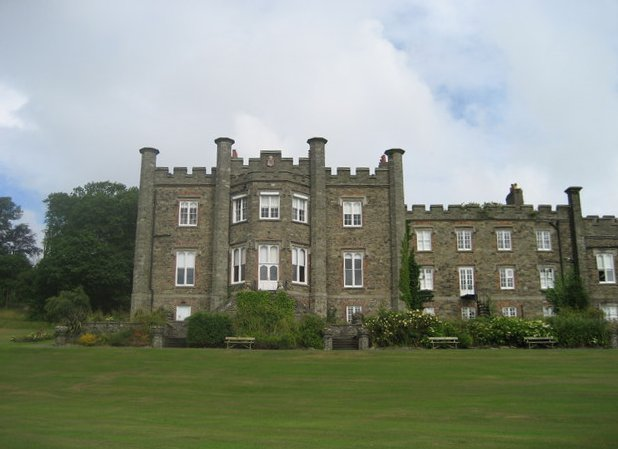
The Nunnery, im Film das Anwesen der Marhswoods

Der Film wurde 1999 auf der Isle of Man gedreht. Das Anwesen der Marshwoods fand man in der Nunnery unweit von Douglas. Die Schlussszenen zeigen die Kirk Braddan, die Kirche von Braddan.
Der Film kam am 23. Juni 2000 in die britischen Kinos. In Deutschland kam der Film nicht in die Kinos, sondern erschien 2004 direkt auf DVD.

## Kritik
Der film-dienst bezeichnete In „bester“ Gesellschaft – Eine Familie zum Abgewöhnen als „liebevoll altbacken inszenierte Komödie nach einem Bühnenstück von Noel Coward, die in einer Mischung aus Satire und Farce britisches Klassenbewusstsein und Standesdünkel attackiert. Gelungene Unterhaltung mit überzeugenden Darstellern.“
TV Spielfilm schrieb: „Der Witz der 50er-Vorlage [von Nigel Coward] über Klassenunterschiede und Standesdünkel bleibt weitgehend erhalten. […] Fazit: In guter Gesellschaft federleichter Komödien“.

## Auszeichnung
Sophie Thompson wurde 2001 bei den London Critics’ Circle Film Awards für den Preis der besten britischen Nebendarstellerin nominiert, konnte sich jedoch nicht gegen Samantha Morton durchsetzen.